# کوناژنکی
کوناژنکی (به لهستانی:  Konarzynki) یک منطقهٔ مسکونی در لهستان است که در گمینا کوناژنه واقع شده‌است.
 کوناژنکی  ۲۸۹ نفر جمعیت دارد.